# Dunaegyháza
Dunaegyháza – wieś i gmina w środkowej części Węgier, w pobliżu miasta Kunszentmiklós. Miejscowość leży na obszarze Wielkiej Niziny Węgierskiej, w komitacie Bács-Kiskun, w powiecie Kunszentmiklós.
Gmina Dunaegyháza liczy 1543 mieszkańców (2009) i zajmuje obszar 10,12 km².